# Korochotkińskie osiedle wiejskie
Korochotkińskie osiedle wiejskie (ros. Корохоткинское сельское поселение) – jednostka administracyjna (osiedle wiejskie) wchodząca w skład rejonu smoleńskiego w оbwodzie smoleńskim w Rosji.
Centrum administracyjnym osiedla wiejskiego jest wieś (ros. деревня, trb. dieriewnia) Magalinszczina.

## Geografia
Powierzchnia osiedla wiejskiego wynosi 145,5 km². Przez terytorium jednostki przechodzą drogi federalna R134 («Staraja Smolenskaja doroga»: Smoleńsk – Dorogobuż – Wiaźma – Zubcow) i magistralna M1 «Białoruś».

## Historia
Osiedle powstało na mocy uchwały obwodu smoleńskiego z 28 grudnia 2004 r. (z późniejszymi zmianami w uchwale z dnia 29 kwietnia 2006 roku).

## Demografia
W 2010 roku osiedle wiejskie zamieszkiwało 4162 mieszkańców.

## Miejscowości
W skład jednostki administracyjnej wchodzi 20 miejscowości, w tym 2 osiedla (Giedieonowka, Plembaza) i 18 wsi (Buchowka, Bylniki, Griecziszyno, Isakowo, Korochotkino, Kowszi, Kozino, Kozyriewo, Lekiezino, Magalinszczina, Nikolskoje, Niżniaja Giedieonowka, Pierfiłowo, Ponaskowo, Rogaczewo, Sińkowo, Suchodoł, Wałutino).